# Maruja Fernández
Maruja Fernández (Cuba, 1925 - Barcelona, 12 de mayo de 2001) fue una locutora de radio española.

## Biografía
Nacida en Cuba, de padres inmigrantes españoles, al llegar a España, tras algunas incursiones en el mundo del espectáculo, en el que llegó a trabajar en la compañía de Antonio Machín, con obras como Canto a los trópicos, pasó al mundo de la radio. Ingresó en RNE en 1955.
Durante los siguientes 35 años su voz se pudo escuchar en la propia Radio Nacional de España y luego en Radio Peninsular, donde se une a Jorge Arandes y Federico Gallo en el recordado programa Fantasía. 
En 1962 se metió en el papel de Elena Francis, que diariamente aconsejaba a las mujeres españolas sobre sus problemas y dudas, desde una perspectiva conservadora y machista, relegando a las mujeres a un papel de abnegada servidora de su marido en un espacio que compartía con Pilar Morales, lectora de las preguntas de las oyentes. El mítico consultorio, auténtico fenómeno sociológico en la España franquista, la convirtió en una figura histórica de la radio. 
Muchos años más tarde se descubriría que Elena Francis no era sino un personaje y que las locutoras se limitaban a leer los guiones escritos por el periodista Juan Soto Viñolo.
También participó en algunos programas de Televisión española a principios de los años 60, dedicados también al mundo de la mujer: Estilo (1962) de Javier de Segarra y Revista para la mujer (1963) de Pilar Miró.
Recibió la Antena de Oro de 1966 y el Premio Ondas a la Mejor Locutora en 1966.
Se jubiló en 1990.